# Castellers de la Vila de Gràcia
Los Castellers de la Vila de Gràcia es una colla castellera de la Villa de Gracia, fundada el año 1996, que tiene como objetivo alzar torres humanas. En catalán, la palabra colla hace referencia a un grupo de personas. Su primera presentación pública fue hecha en 1997 con la presencia de los Castellers de Terrassa, the Castellers de Sants y los Castellers de Sant Andreu de la Barca (ahora extintos).
El primer 4 de 8 (castell de 8 pisos de altura y 4 personas por piso) que descargaron (descargar un castell significa alzarlo y desmontarlo sin que se caiga) los de Gracia fue el 17 de agosto de 2003 en la Plaza de la Vila de Gràcia, con motivo de la Jornada Castellera de la Fiesta Mayor de Gracia.
La mejor actuación de su historia fue la llamada "Tripleta Gracienca", que consistió en: 3 de 9f, 4 de 9f, 3 de 8a y p7f, alzada en la Fiesta de la Mercè de 2014.
Hasta el año 2015, los Castellers de la Vila de Gràcia han actuado en 7 ocasiones en el Concurso de castells que se celebra cada dos años en Tarragona, en 2002, 2004, 2006, 2008,  2010, 2012 y 2014. Su mejor performance fue la del año 2014, cuando quedaran en quinto lugar de 41 participantes.
Popularmente se les conoce como la colla dels blaus (colla de los azules), por el color de su camisa, o la colla dels estudiants (colla de los estudiantes), a causa de la juventud que tradicionalmente han tenido siempre sus componentes.
Los Castellers de la Vila de Gràcia tienen una breve aparición en la película L'auberge espagnole de Cédric Klapisch.

## Historia

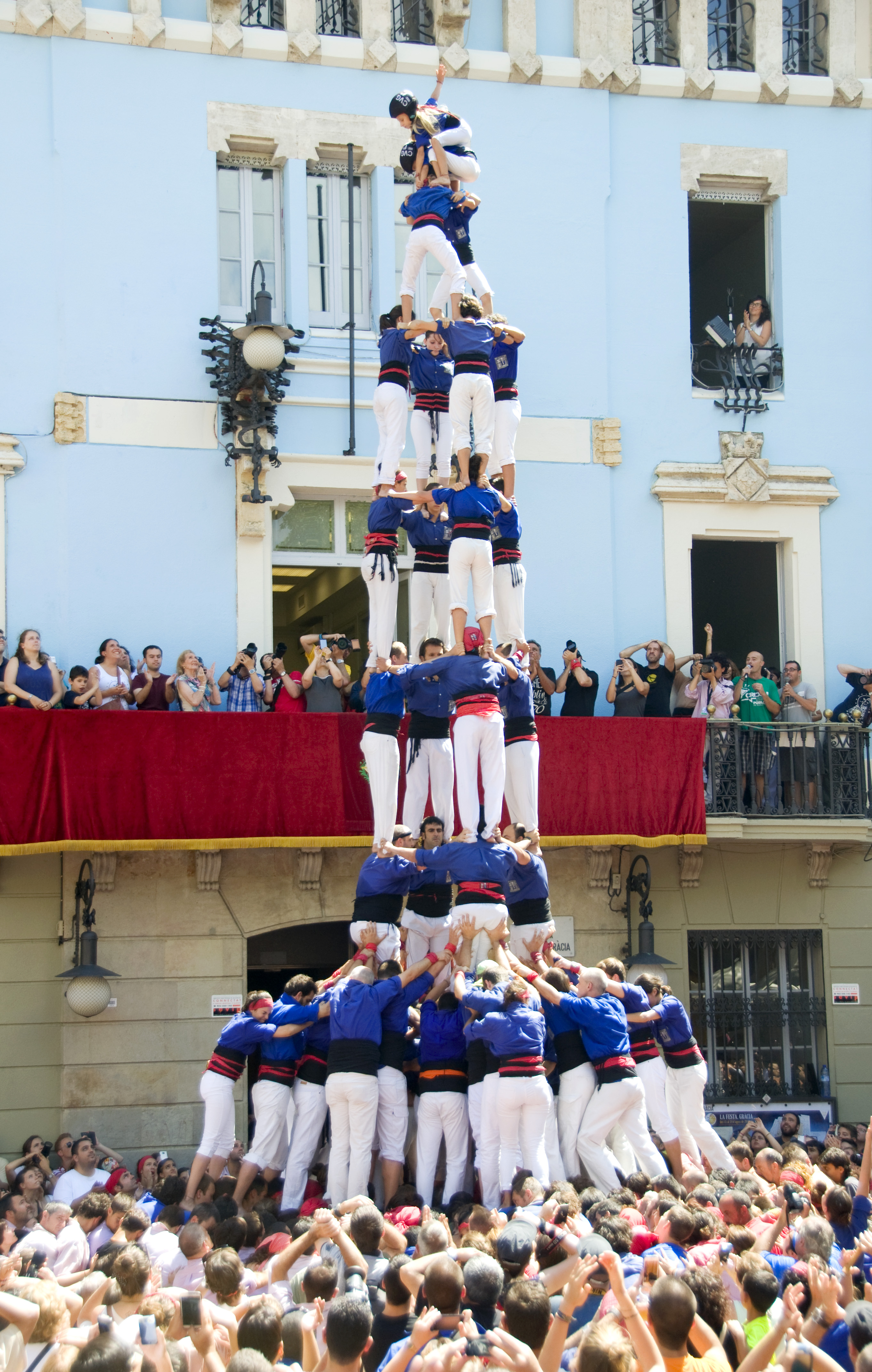
Primer 4d9f descarregado por los Castellers de la Vila de Gràcia en la Fiesta Mayor de Gràcia en 2014.

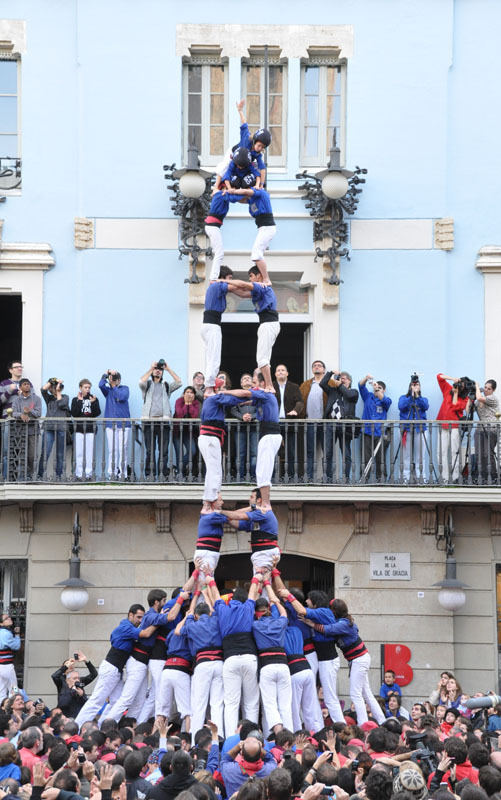
2 de 8 con folre carregado por los Castellers de la Vila de Gràcia en 20 de noviembre de 2011 en la Plaza de la Vila de Gràcia.

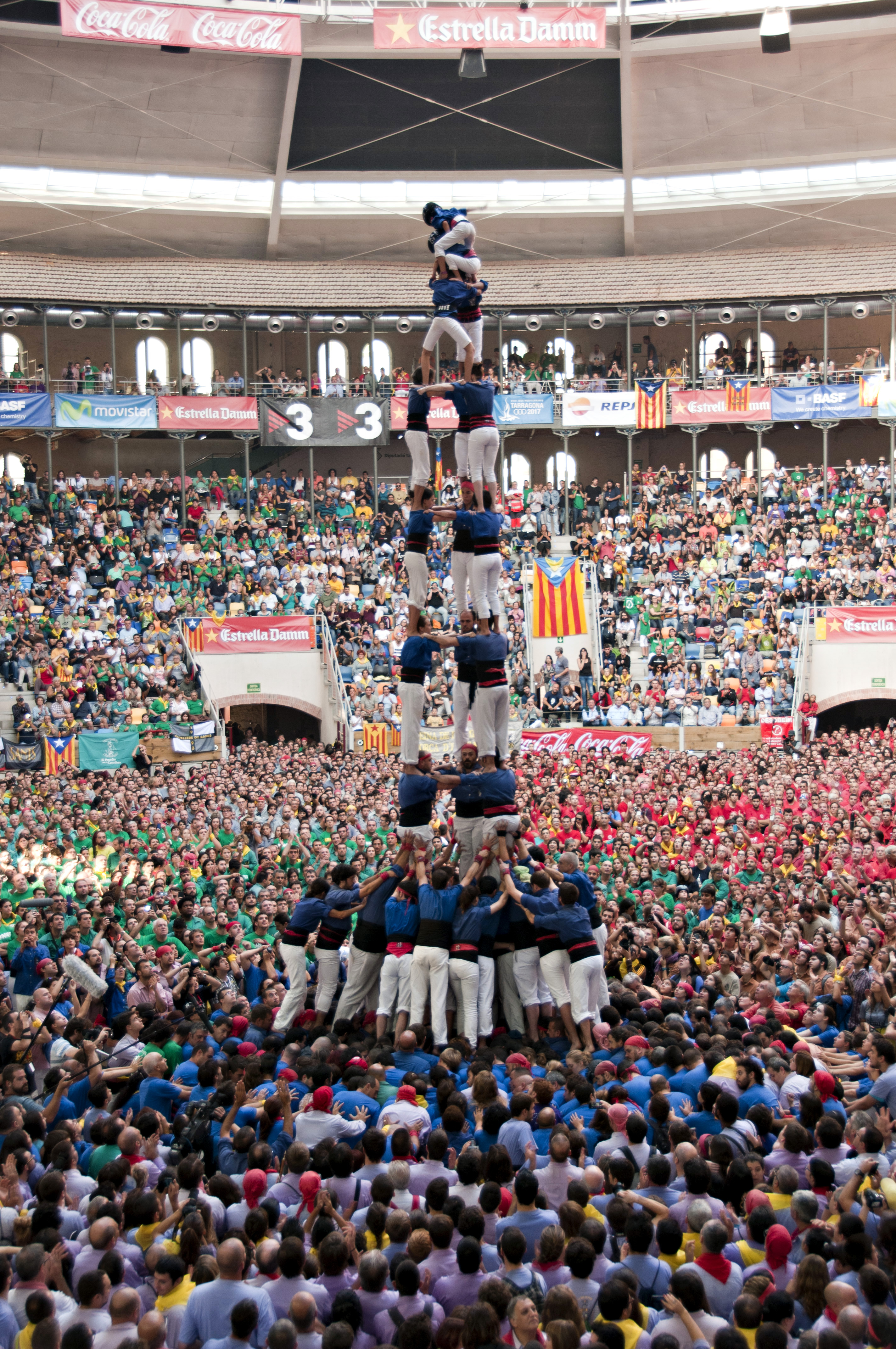
3 de 9 con folre descarregado en el XXV Concurs de Castells, en Tarragona (2014)

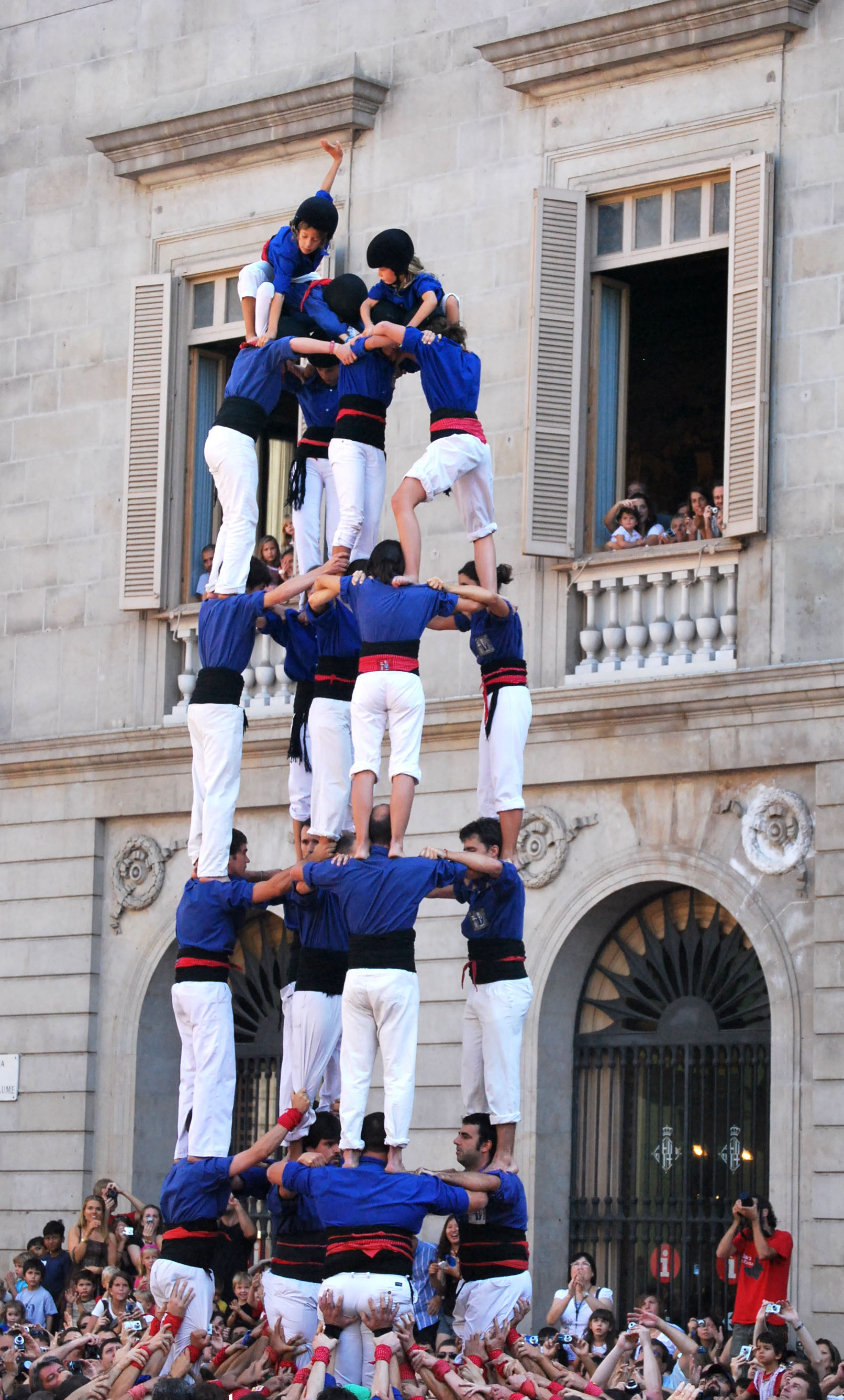
5 de 7 en la Diada de La Mercè (24/09/2009)

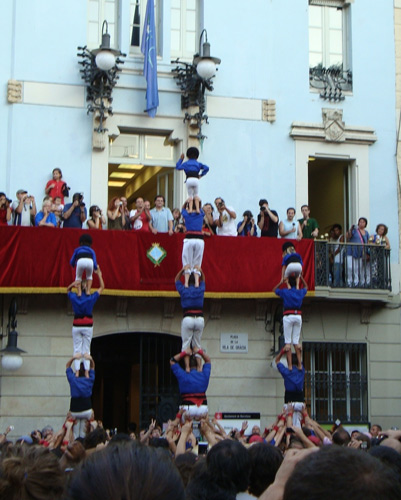
Vano de cinc de los Castellers de la Vila de Gràcia en la Plaza de la Vila de Gràcia durante la Fiesta Mayor de Gracia (22/08/2009)

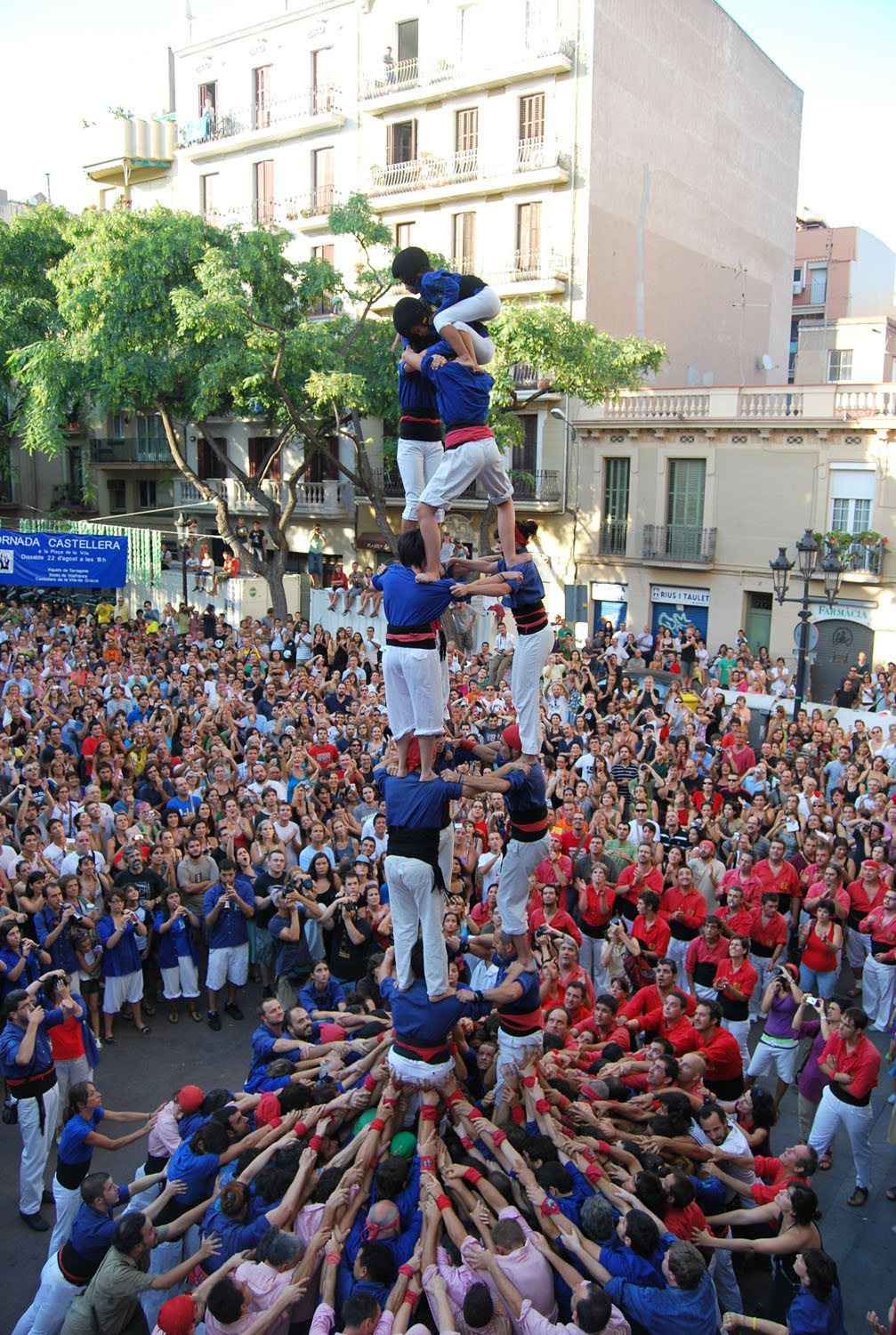
3 de 7 aixecat per sota en el momento de coronarse. Fiesta Mayor de Gracia (22/08/2009)

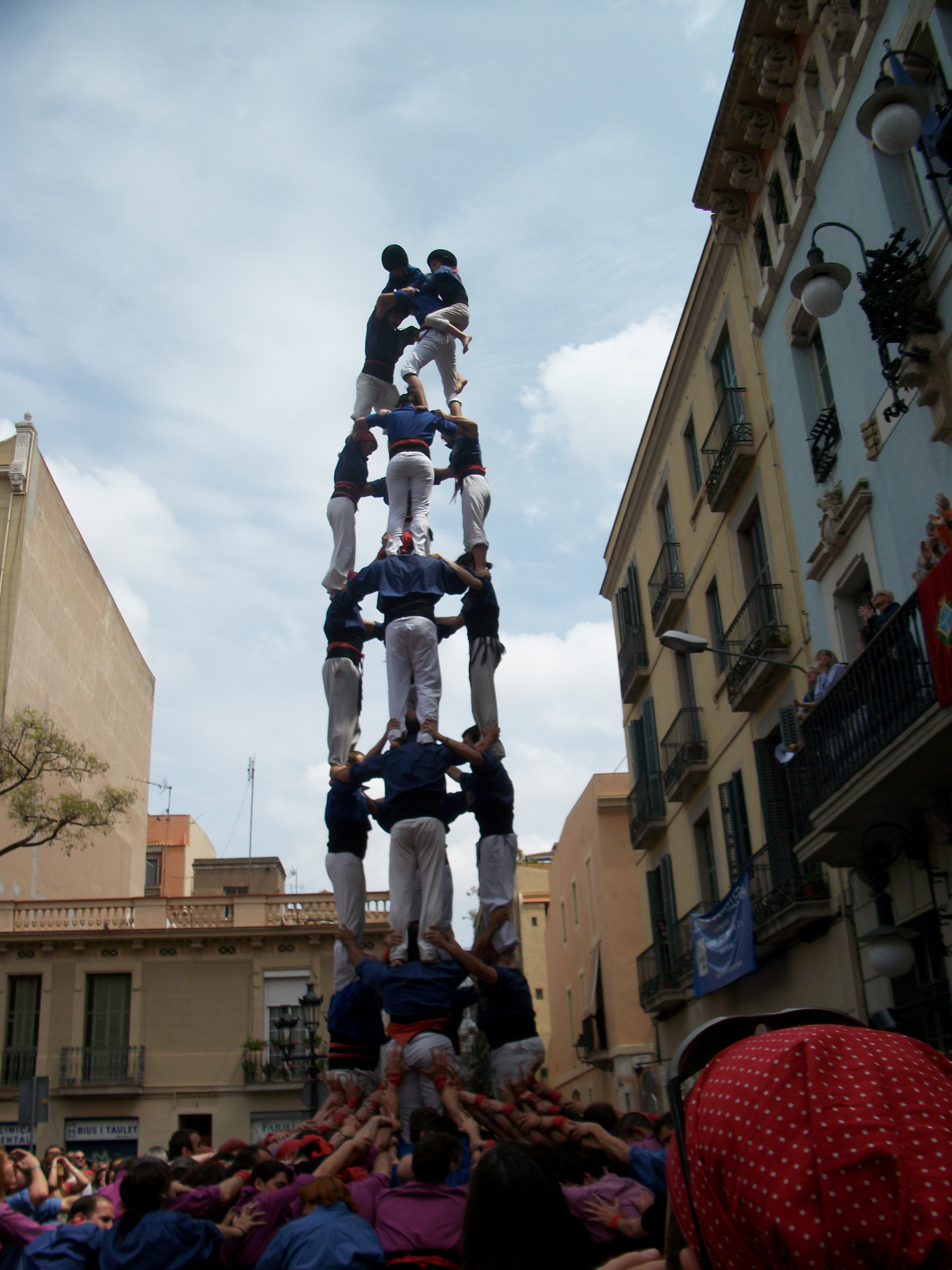
4 de 8 durante el festejo de su XIII aniversario en Gràcia

Los castells en Gracia no son algo nuevo, sino que hay referencias históricas que datan ya de finales del siglo XIX y hasta principios de los años treinta del siglo XX. Hacia 1890 se constituyó una colla formada por gente procedente de la zona del Campo de Tarragona que se habían visto obligados a migrar por culpa de la crisis de la filoxera, los Xiquets de Gràcia. Posiblemente, estos nuevos gracienses encontrasen en el ambiente popular de la que era aún la Villa de Gracia independiente de Barcelona la atmósfera propicia para desarrollar la actividad castellera en forma de grupo local. Se tiene constancia de que este grupo actuó como mínimo desde la década de los 80 del siglo XIX, entre el 1900 y el 1910 y durante la segunda década del siglo XX. La mayoría de actuaciones las realizaron durante la Fiesta Mayor de Gracia.

### Los inicios
La historia de los actuales Castellers de la Vila de Gràcia comenzó a principios de los años 90 del siglo XX, cuando un grupo de jóvenes implicados en la red asociativa de este popular barrio de Barcelona, aficionados a los castells, empieza a plantear la posibilidad de crear una colla castellera. Esta idea comenzó a tomar forma cuando decidieron realizar la primera reunión en octubre de 1996 y empezaron a dar las primeras voces. Así, se convocó el primer ensayo para el 23 de noviembre de ese mismo año en la Plaza del Sol, que ya reunió a una treintena de personas.
La primera aparición pública de la nueva colla graciense fue en febrero de 1997 con motivo de la celebración de la fiesta de Santa Eulalia en la Plaza de Sant Jaume de Barcelona, donde alzaron dos pilars de 4 (una persona por piso, 4 pisos de altura; se trata de la construcción más sencilla que puede realizar un grupo de castellers). La primera actuación en la Plaza de la Vila de Gràcia, considerada como la plaza propia de la colla, fue el 4 de marzo de 1997. Esta actuación convocó a unas sesenta personas y se realizaron diversas construcciones básicas.

### Los primeros castells
La presentación oficial en el mundo de los castells fue el 4 de mayo de 1997. Apadrinados por los Castellers de Terrassa, los Castellers de Sants y los Castellers de Sant Andreu de la Barca descargaron los primeros castells de 6 pisos. Esta primera temporada fue una época de importantes altibajos, aunque el trabajo realizado durante todo el año dio finalmente sus frutos con la construcción de un castell de siete pisos, el 4 de 7, el 23 de noviembre.

### El paso de loscastellsde 7 pisos a los de 8
Durante los años siguientes, la colla de Gracia fue evolucionando positivamente y se consolidó como una colla de 7, hasta que el 6 de octubre de 2002, con motivo del XIX Concurso de castells de Tarragona, coronaron el primer 4 de 8 de su historia después de haber descargado también el primer 2 de 7 en la ronda anterior. Desde ese 2002 los Castellers de la Vila de Gràcia no han dejado de cargar el 4 de 8 ningún año, y hoy en día empiezan a consolidarse como colla de 8 y como una de las 10-15 mejores en el panorama casteller actual. 
La colla graciense cuenta también desde los primeros meses de su existencia con un grupo de grallers propio, que es también una escuela de grallas para todos aquellos que deseen tocar la gralla en los diferentes actividades de los castellers.
El año 1999 se concedió a los Castellers de la Vila de Gràcia la Medalla de Honor de Barcelona. También son miembros de las Colles de Cultura Popular de Gràcia.

## Ensayos
Los Castellers de la Vila de Gràcia han tenido como locales de ensayo diferentes espacios del barrio, entre los que se pueden destacar la Escuela Josep Maria Jujol, el Centro Artesà de Gràcia, la antigua Escuela OSI y la Escuela Reina Violant, donde estuvieran entrenando por 10 años. Desde 2012 la colla tiene un local propio para los ensayos, el Espacio Cultural Albert Musons.

## Otras actividades
Desde el año 1998 los Castellers de la Vila de Gràcia producen la emisión del programa de radio de temática castellera "Terços amunt!", en las ondas de Ràdio Gràcia (107.7 FM). Este programa de radio se ha emitido sin interrupción hasta el día de hoy. Terços amunt recibió el 2010 el Premio Vila de Gràcia a la mejor iniciativa comunicativa.
Pero la activitat extracastellera más importante que realizan los Castellers de la Vila de Gràcia es la organización, desde el año 2001, de la decoración de la Plaza de la Vila de Gràcia en el marco de la Fiesta Mayor de Gracia.

## Participación en el Concurso de Tarragona
Los Castellers de la Vila de Gràcia han participado en siete ediciones del Concurso de Castells de Tarragona. Su mejor performance fue la del año 2014, cuando quedaran en quinto lugar de 41 participantes. A continuación se citan los concursos donde estuvo presente la colla de Gracia, los castells realizados y, entre paréntesis y en negrita, la posición final:
- XIX Concurs de castells de Tarragona (2002): 2 de 7, 4 de 8c, 5 de 7 (13)
- XX Concurs de castells de Tarragona (2004): 4 de 8i, 4 d 8c, 5 de 7, 4 de 7a (14)
- XXI Concurs de castells de Tarragona (2006): 2 de 7c, 4 de 8c (16)
- XXII Concurs de castells de Tarragona (2008): 5 de 7, 4 de 8c, 4 de 7a (15)
- XXIII Concurs de castells de Tarragona (2010): 4 de 8, 2 de 7, 5 de 7 (11)
- XXIV Concurs de castells de Tarragona (2012): 4de8, 3de9f (id), 3de9f (id),3de8, 2de7 (15)
- XXV Concurs de castells de Tarragona (2014): 4de9f, 3de9f, 4d8a (5)

## Los Castellers de la Vila de Gràcia en el mundo
Actuaciones realizadas fuera de Cataluña:
- Marsella (2001)
- Carcasona (2002)
- Sevilla (2005)
- Comunidad Valenciana
  - Algemesí (2003)
  - La Xara (Denia) (2007)
  - Alcudia de Carlet (2009)
- Pirineos Orientales, Francia
  - Baho (1998) (1999)
  - Perpiñán (2005)
- Islas Baleares
  - San Francisco Javier, Formentera (2010)
  - Ibiza (ciudad), Isla de Ibiza (2010)
- Occitània (2014)
- Montreal, Canada (2015)

## LosCaps de Colla
El Cap de Colla es el máximo responsable técnico de las collas castelleras.
| Nombre                     | Período                         |
| -------------------------- | ------------------------------- |
| Joaquim Besaran i Alberich | noviembre de 1996-junio de 1997 |
| Guillem Ortega i Tous      | 1997 (desde el mes de junio)    |
| Jordi Ràfols i Brasó       | 1998-2000-2001                  |
| Carles Capellades i Sesé   | 1999-2004-2005                  |
| Joan Font i Basté          | 2002-2003                       |
| Oriol Constantí i González | 2006-2007                       |
| Carles Gallardo i Prades   | 2008-2009                       |
| Aleix Vila i Fuertes       | 2010                            |

## Los presidentes
| Nombre                          | Período                         |
| ------------------------------- | ------------------------------- |
| Ramon Josep Serra i Ruiz "R.J." | noviembre de 1996-junio de 1997 |
| David Palau i Garcia            | 1997 (desde el mes de junio)    |
| Josep Maria Porta i Palau       | 1998                            |
| Roger Gispert i Masó            | 1999-2000-2001-2004-2005        |
| Miquel Moret i Parera           | 2002-2003                       |
| Martí Urgell i Vidal            | 2006-2007                       |
| Miquel Sendra i Pons            | 2008-2009                       |
| Arnau Dòria i Cerezo            | 2010                            |

## Primeroscastellsconseguidos
| Castell                 | Fecha                    | Jornada                                            |
| ----------------------- | ------------------------ | -------------------------------------------------- |
| 4 de 6                  | 4 de mayo de 1997        | Presentación oficial                               |
| 3 de 6                  | 4 de mayo de 1997        | Presentación oficial                               |
| 4 de 6 a                | 4 de mayo de 1997        | Presentación oficial                               |
| 5 de 6                  | 21 de septiembre de 1997 | La Mercè                                           |
| 3 de 6 per sota         | 16 de agosto de 1998     | Fiesta Mayor de Gracia                             |
| pilar de 5 car.         | 16 de agosto de 1998     | Fiesta Mayor de Gracia                             |
| pilar de 5              | 18 de octubre de 1998    | Diada de las collas del 97                         |
| pilar de 5 per sota     | 24 de noviembre de 2002  | Diada de los Castellers de Badalona                |
| 2 de 6 car.             | 9 de noviembre de 1997   | Diada de los Castellers de Sant Andreu de la Barca |
| 2 de 6                  | 29 de marzo de 1998      | Solidaridad Niños de Brasil                        |
| 6 de 6                  | 19 de agosto de 2000     | Vísperas de Fiesta Mayor de Gracia                 |
| 4 de 7                  | 23 de noviembre de 1997  | I Diada de la Colla                                |
| 3 de 7 car.             | 29 de noviembre de 1998  | Diada de los Castellers de Badalona                |
| 3 de 7                  | 26 de septiembre de 1999 | La Mercè                                           |
| 3 de 7 amb agulla       | 25 de abril de 2010      | Dia de Sant Jordi Sitges                           |
| 4 de 7 amb agulla car.  | 22 de noviembre de 1998  | II Diada de la Colla                               |
| 4 de 7 amb l'agulla     | 16 de mayo de 1999       | II Aniversario de la Colla                         |
| 5 de 7                  | 25 de septiembre de 2000 | La Mercè                                           |
| 3 de 7 aixecat per sota | 19 de agosto de 2001     | Fiesta Mayor de Gracia                             |
| 2 de 7 car.             | 24 de septiembre de 2002 | La Mercè                                           |
| 2 de 7                  | 6 de octubre de 2002     | XIX Concurso de castells de Tarragona              |
| 4 de 8 car.             | 6 de octubre de 2002     | XIX Concurso de castells de Tarragona              |
| 4 de 8                  | 17 de agosto de 2003     | Fiesta Mayor de Gracia                             |
| 3 de 8 car.             | 24 de septiembre de 2010 | La Mercè                                           |